# BEST-EST
『BEST-EST』（ベステスト）は、奥井雅美の1枚目のライブ・アルバム。スターチャイルドから発売された。

## 概要
- デビューシングル「誰よりもずっと…」から、当時の最新シングルだった「天使の休息」までの楽曲を、リリース順に収録したライブベスト・アルバムで[1]、奥井のアルバムに当時未収録だった「夢にこんにちは〜ウイロータウン物語〜」や「Get along」も、収録されている。
- 盤面には『Best-est』ではなく『Beat-est』と誤植されている。
- 完全限定盤としてリリースされたため、現在は廃盤になっている[2]。

## 収録曲
| #         | タイトル                           | 作詞      | 作曲              | 編曲            | 時間  |
| --------- | ---------------------------------- | --------- | ----------------- | --------------- | ----- |
| 1.        | 「誰よりもずっと」                 | 有森聡美  | 渡辺俊幸          | 大平勉          | 3:44  |
| 2.        | 「夢にこんにちは」                 | 松葉美保  | 手塚理            | 手塚理          | 3:19  |
| 3.        | 「REINCARNATION」                  | 有森聡美  | 工藤崇            | 矢吹俊郎        | 5:05  |
| 4.        | 「My Jolly Days」                  | 木本慶子  | 大平勉            | Vink            | 5:35  |
| 5.        | 「It's DESTINY-やっと巡り会えた-」 | 有森聡美  | 工藤崇            | 矢吹俊郎        | 5:06  |
| 6.        | 「Live alone…千年たっても」        | 有森聡美  | 工藤崇            | 矢吹俊郎        | 3:58  |
| 7.        | 「Get along」                      | 有森聡美  | 佐藤英敏          | 大平勉          | 4:14  |
| 8.        | 「MASK」                           | 奥井雅美  | 奥井雅美          | 矢吹俊郎･大平勉 | 4:24  |
| 9.        | 「Shake it」                       | 奥井雅美  | 奥井雅美          | 矢吹俊郎･大平勉 | 4:24  |
| 10.       | 「邪魔はさせない」                 | 奥井雅美  | 奥井雅美･矢吹俊郎 | 矢吹俊郎        | 4:57  |
| 11.       | 「naked mind」                     | 奥井雅美  | 矢吹俊郎          | 矢吹俊郎        | 4:29  |
| 12.       | 「J」                              | 奥井雅美  | 矢吹俊郎          | 矢吹俊郎        | 4:44  |
| 13.       | 「spirit of the globe」            | 奥井雅美  | 矢吹俊郎          | 矢吹俊郎        | 4:52  |
| 合計時間: | 合計時間:                          | 合計時間: | 合計時間:         | 合計時間:       | 58:51 |

| 全作詞: 奥井雅美。 |                             |           |                   |          |      |
| #                  | タイトル                    | 作詞      | 作曲              | 編曲     | 時間 |
| 1.                 | 「輪舞-revolution」         | 奥井雅美  | 矢吹俊郎          | 矢吹俊郎 | 4:38 |
| 2.                 | 「I can't… -a.c version-」  | 奥井雅美  | 矢吹俊郎          | 渡辺格   | 7:02 |
| 3.                 | 「そうだ、ぜったい。」      | 奥井雅美  | 矢吹俊郎          | 矢吹俊郎 | 4:40 |
| 4.                 | 「Birth」                   | 奥井雅美  | 奥井雅美･矢吹俊郎 | 矢吹俊郎 | 4:29 |
| 5.                 | 「太陽の花」                | 奥井雅美  | 矢吹俊郎          | 矢吹俊郎 | 4:39 |
| 6.                 | 「朱-AKA-」                 | 奥井雅美  | 矢吹俊郎          | 矢吹俊郎 | 4:45 |
| 7.                 | 「恋しましょ ねばりましょ」 | 奥井雅美  | 矢吹俊郎          | 矢吹俊郎 | 4:07 |
| 8.                 | 「Never die」               | 奥井雅美  | 矢吹俊郎          | 矢吹俊郎 | 4:24 |
| 9.                 | 「KEY」                     | 奥井雅美  | 矢吹俊郎          | 矢吹俊郎 | 4:15 |
| 10.                | 「手のひらの破片」          | 奥井雅美  | 矢吹俊郎          | 矢吹俊郎 | 4:37 |
| 11.                | 「天使の休息」              | 奥井雅美  | 矢吹俊郎          | 矢吹俊郎 | 4:14 |
| 合計時間:          | 合計時間:                   | 合計時間: | 合計時間:         | 51:50    |      |

## 参加ミュージシャン
- Vocal : 奥井雅美

### LOYAL STRAITS
-BAND MASTER-
- Guitar : 渡辺格

- Drums : 佐藤強一
- Bass : 住吉中, GODDESS YAMABENZ
- Guitar : 中川雅也, 遠藤太郎, 石川彰二
- Keyboards : 大平勉
- Sax : 藤陵雅裕
- Chorus : 松岡奈穂美, 岩美幸子, 松村香澄
- Techno Drums : 荻原勇
- Techno Bass : 佐藤秀樹

## タイアップ
| 曲名                           | タイアップ                                                                                    | 備考                                                      |
| ------------------------------ | --------------------------------------------------------------------------------------------- | --------------------------------------------------------- |
| 誰よりもずっと                 | OVA『ふぁんたじあ』主題歌                                                                     | メジャーデビューシングル。                                |
| 夢にこんにちは                 | テレビ東京系アニメーション『楽しいウイロータウン』オープニングテーマ                          | 2ndシングル。                                             |
| REINCARNATION                  | OVA『宇宙の騎士テッカマンブレードII』オープニングテーマ                                       | 4thシングル。                                             |
| My Jolly Days                  | 東映アニメスペシャル『GS美神 極楽大作戦!!』エンディングテーマ                                 | 5thシングル。                                             |
| It's DESTINY-やっと巡り会えた- | OVA『宇宙の騎士テッカマンブレードII』最終話エンディングテーマ                                 | 6thシングル。                                             |
| Live alone…千年たっても        | OVA『宇宙の騎士テッカマンブレードII』第4話･第5話エンディングテーマ                            | 6thシングルのカップリング。                               |
| Get along                      | テレビ東京系アニメーション『スレイヤーズ』オープニングテーマ                                  | 林原めぐみ・奥井雅美名義のシングル。                      |
| MASK                           | テレビ東京系アニメーション『爆れつハンター』エンディングテーマ                                | 奥井雅美・松村香澄名義のシングル。                        |
| Shake it                       | OVA『それゆけ!宇宙戦艦ヤマモト・ヨーコ』主題歌                                                | 7thシングル。                                             |
| 邪魔はさせない                 | テレビ東京系アニメーション『スレイヤーズNEXT』エンディングテーマ                              | 林原めぐみの10thシングル『Give a reason』のカップリング。 |
| naked mind                     | ラジオドラマ『スレイヤーズN･EX.』オープニングテーマ                                           | 8thシングル。                                             |
| J                              | OVA『ジャングルDEいこう!』オープニングテーマ                                                  | 9thシングル。                                             |
| spirit of the globe            | OVA『ジャングルDEいこう!』エンディングテーマ                                                  | 9thシングルのカップリング。                               |
| 輪舞-revolution                | テレビ東京系アニメーション『少女革命ウテナ』オープニングテーマ                                | 10thシングル。                                            |
| そうだ、ぜったい。             | OVA『それゆけ!宇宙戦艦ヤマモト・ヨーコII』オープニングテーマ                                  | 11thシングル。                                            |
| Birth                          | TBS系アニメーション『アキハバラ電脳組』オープニングテーマ                                     | 12thシングル。                                            |
| 太陽の花                       | TBS系アニメーション『アキハバラ電脳組』エンディングテーマ                                     | 12thシングルのカップリング。                              |
| 朱-AKA-                        | TBS系アニメーション『アキハバラ電脳組』挿入歌                                                 | 13thシングル。                                            |
| 恋しましょ ねばりましょ        | TBSラジオ『アキハバラ電脳組』テーマソング                                                     | 13thシングルのカップリング。                              |
| Never die                      | OVA『スレイヤーズえくせれんと』主題歌                                                         | 14thシングル。                                            |
| Key                            | TBSラジオ系『林原めぐみのTokyo Boogie Night』内ドラマ『アキハバラ電脳組』主題歌               | 15thシングル。                                            |
| 天使の休息                     | テレビ大阪・テレビ東京系アニメーション『それゆけ!宇宙戦艦ヤマモト・ヨーコ』オープニングテーマ | 16thシングル。                                            |